# Нур (Туймазинський район)
Нур (рос. Нур, башк. Нур) — присілок (в минулому селище) у складі Туймазинського району Башкортостану, Росія. Входить до складу Кандринської сільської ради.
Населення — 31 особа (2010; 44 у 2002).
Національний склад:
- башкири — 50 %
- татари — 37 %

Стара назва — селище Откормсовхоза, у радянські часи — Заготскот.